# 堀井學
堀井學（日语：／ Horii Manabu；1972年2月19日—），出身於北海道室蘭市。日本政治家，前競速滑冰運動員。在1994年利勒哈默爾冬奧會男子500米競速滑冰項目奪得銅牌。
在2002年鹽湖城冬奧會後退出體壇，後於2007年進入政壇，當選北海道議會議員。在2012年參加第46屆日本眾議院議員總選舉並成功當選，是日本第一位獲得過奧運會獎牌的眾議院議員。2017年8月起至2018年10月任外務大臣政務官。

## 外部連結
- 官方網站 （页面存档备份，存于）